# Saxen, Norhyttan
Saxen är en sjö i Ludvika kommun i Dalarna och ingår i Norrströms huvudavrinningsområde. Sjön har en area på 0,362 kvadratkilometer och ligger 201,9 meter över havet. Den är belägen strax väster om byn Norhyttan och avvattnas av vattendraget Gräftån.

## Delavrinningsområde
Saxen ingår i det delavrinningsområde (667471-144746) som SMHI kallar för Mynnar i Nedre Noren. Medelhöjden är 215 meter över havet och ytan är 6,19 kvadratkilometer. Räknas de 4 avrinningsområdena uppströms in blir den ackumulerade arean 29,06 kvadratkilometer. Gräftån som avvattnar avrinningsområdet har biflödesordning 4, vilket innebär att vattnet flödar genom totalt 4 vattendrag innan det når havet efter 283 kilometer. Avrinningsområdet består mestadels av skog (71 procent) och sankmarker (16 procent). Avrinningsområdet har 0,44 kvadratkilometer vattenytor vilket ger det en sjöprocent på 2,2 procent.